# Dziura nad Wantulami I
Dziura nad Wantulami I – jaskinia, a właściwie schronisko, w Dolinie Miętusiej w Tatrach Zachodnich. Wejście do niej położone jest w pobliżu Wołowego Żlebu, powyżej Podwójnej Szczeliny, na wysokości 1285 metrów n.p.m. Długość jaskini wynosi 5,5 metrów, a jej deniwelacja 3,5 metrów.

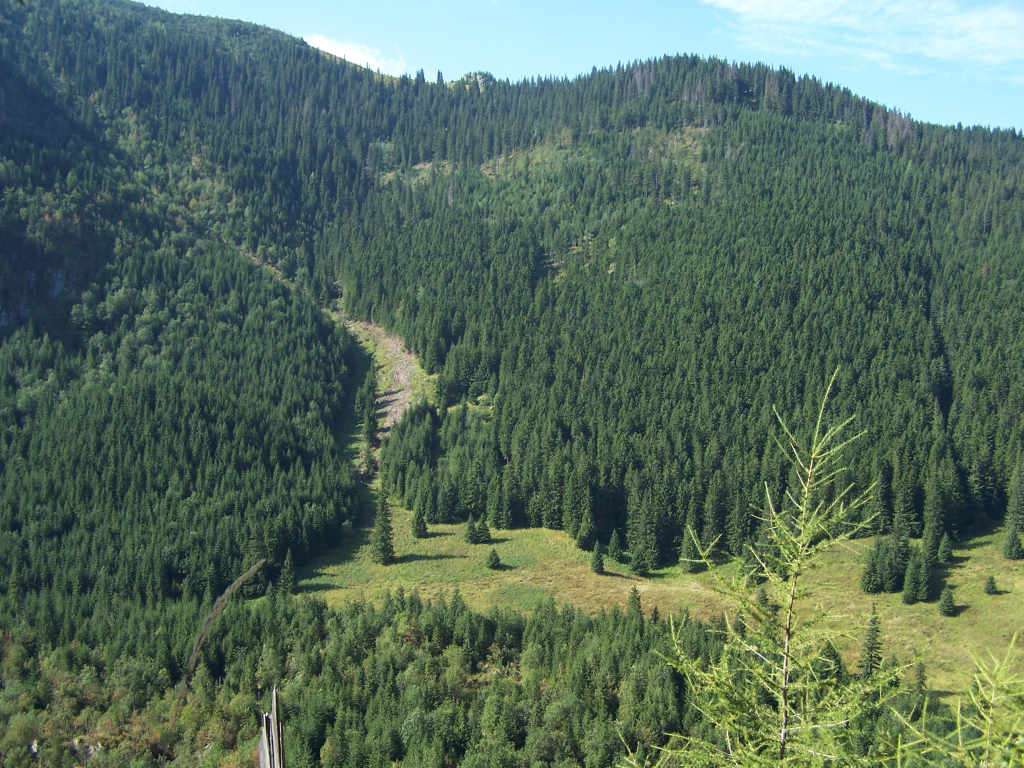
Wołowy Żleb

## Opis jaskini
Jaskinię stanowi idący do góry, szczelinowy korytarz z niewielkimi prożkami zaczynający się w wysokim szczelinowym otworze wejściowym, a kończący zawaliskiem.

## Przyroda
W jaskini brak jest nacieków i roślinności.

## Historia odkryć
Jaskinię odkryli oraz dokonali jej pomiarów M. Burkacki i T. Żuławnik w 1988 roku.